# Cannabis en Corée du Sud
Le cannabis en Corée du Sud est illégal pour un usage récréatif. En novembre 2018, la loi sur le contrôle des stupéfiants du pays est modifiée et l'utilisation du cannabis médical devient légale, faisant de la Corée du Sud le premier pays d'Asie de l'Est à légaliser le cannabis médical.
Alors que la consommation de cannabis augmente en Corée du Sud depuis les années 1970, elle reste beaucoup moins populaire que les drogues de synthèse telles que la méthamphétamine, sur 11 916 personnes arrêtées pour des délits liés à la drogue en 2015, seulement 1% le sont pour des drogues à base de cannabis.

## Historique

### Histoire ancienne
Le cannabis est une culture importante dans l'ancienne Corée, qui aurait été introduite dans la région via la route de la soie depuis l'Asie du Sud. Des échantillons de tissu de chanvre datant de 3000 avant notre ère y sont découverts. Le tissu sambe traditionnel, un tissu de couleur ivoire, est fabriqué à partir de chanvre. En plus de son utilisation comme tissu, la graine de chanvre est utilisée pour ses qualités médicinales (comme laxatif par exemple).

### Histoire moderne
À la suite de la loi de 1957 sur les stupéfiants de l'administration Rhee Syngman, la "marijuana indienne", ainsi que le poppers, l'opium et la cocaïne, sont étiquetés comme stupéfiants interdits. Il y a des spéculations sur le fait que cet acte ait été fortement encouragé par les États-Unis. Le premier commandant du Federal Bureau of Narcotic du département du Trésor, Harry Anslinger, plaidant depuis longtemps pour son interdiction. Cependant, la loi de 1957 interdit uniquement la marijuana cultivée en Inde, permettant au marché coréen de la culture du cannabis de prospérer.
Dans les années 1960, la consommation de cannabis en Corée augmente de façon spectaculaire avec l'influence de la culture hippie se diffusant depuis les États-Unis via les bases militaires en Corée. L'utilisation de la "fumée joyeuse" commence à symboliser la rébellion, et de nombreux chanteurs populaires de l'époque commencent à fumer l'herbe.
Dans les années 1970, le cannabis est interdit sous toutes ses formes en vertu de la loi sur le contrôle du cannabis de 1976, qui fusionne ensuite avec la loi sur les stupéfiants en 2000. L'interdiction générale du cannabis reste inchangée.
En janvier 2018, Shin Chang-Hyun, membre de l'Assemblée nationale de Corée du Sud, propose un projet de loi qui révise la loi sur le contrôle des stupéfiants et permet aux personnes souffrant de maladies spécifiques de consommer du cannabis avec l'approbation du ministère de la Sécurité alimentaire et des médicaments (en).
La révision proposée surmonte un obstacle majeur plus tard en juillet lorsqu'elle obtient le soutien du ministère, qui déclare à l'époque qu'il autoriserait l'Epidiolex, le Marinol et le Sativex pour des cas tels que l'épilepsie, les symptômes du VIH/SIDA et les traitements liés au cancer.
Le 23 novembre 2018, l'Assemblée nationale approuve les amendements aux lois sur les stupéfiants et le cannabis médical est partiellement légalisé.

## Statut légal

### Usage médical
L'utilisation de cannabis médical est légale avec l'approbation du ministère de la Sécurité alimentaire et des médicaments (en). Actuellement, le ministère n'autorise que l'Epidiolex, le Marinol et le Sativex. La plante elle-même, ainsi que ses dérivés naturels et son extrait, bien qu'elle soit légale en vertu de la loi, n'est pas encore approuvée.
Avant d'obtenir le médicament, les patients doivent s'adresser au Centre coréen des médicaments orphelins, un organisme gouvernemental facilitant l'accès des patients aux médicaments rares, après avoir reçu une ordonnance du médecin. L'approbation est accordée au cas par cas.
L'importation du médicament commence début 2019, selon le ministère.

### Usage récréatif
Malgré la réforme, le cannabis récréatif reste strictement interdit par la loi. Une violation est passible d'une peine pouvant aller jusqu'à cinq ans de prison ou d'une amende pouvant aller jusqu'à 50 millions de wons.
Les autorités sud-coréennes avertissent à plusieurs reprises leurs citoyens qu'ils sont soumis au code pénal de leur pays, où qu'ils se trouvent dans le monde, et leur conseille de s'abstenir de consommer du cannabis à l'étranger.

## Chanvre industriel
Le cannabis est une source de tissu pour la Corée depuis l'Antiquité. Dans les années 1930, le chanvre est cultivé dans toutes les provinces de Corée, en particulier dans le sud où il pousse le mieux. A la fin des années 1950, 9 000 hectares de chanvre sont cultivés en Corée du Sud.

## Économie
Un article du Korea Times de 2014 note que malgré les risques d'une peine de prison pouvant aller jusqu'à cinq ans ou d'une amende pouvant aller jusqu'à 50 millions de wons, le cannabis peut être facilement acheté en Corée du Sud en contactant des revendeurs sur Internet. Son journaliste note que, selon les revendeurs, le cannabis se vend entre 30 et 50 dollars américains le gramme.

## Dans la culture populaire

### XXesiècle
À la recherche de boucs émissaires pour accroître la popularité de sa loi de 1976 sur le contrôle du cannabis, le président sud-coréen Park Chung-hee tourne son regard vers l'intérieur, vers les artistes pop se produisant sur les bases américaines en Corée, un foyer de consommation de marijuana. Au cours de l'hiver 1975, Park Chung-hee lance une répression gouvernementale contre la consommation de marijuana, entraînant l'arrestation de plus de 50 artistes sud-coréens connus. Parmi eux se trouve le chanteur de rock Shin Jung-hyeon, diffamé dans les médias après son arrestation en tant que "meneur du daemacho". Il est emprisonné pendant quatre mois après son arrestation.

### XXIesiècle
Un certain nombre d'artistes K-pop sont poursuivis pour usage récréatif de marijuana. Parmi les artistes notables arrêtés pour consommation de cannabis figurent Kim Kye-hoon, plus connu sous le nom de Crown J, l'auteur-compositeur-interprète Psy et T.O.P. Ces célébrités reçoivent diverses peines, avec des peines de prison allant de 25 jours à 10 mois,.
Parallèlement aux actions en justice, les réactions de la société contre les stars en disgrâce sont souvent rapides et sérieuses. Lorsque T.O.P. est accusé de possession et de consommation de marijuana, son label YG Entertainment devient largement surnommé Yak Guk Entertainment, qui se traduit par "la pharmacie". Avec une moyenne de 40 mois après un scandale lié à la drogue pour qu'un artiste coréen revienne sur scène, les artistes de K-pop appréhendés pour consommation de cannabis ont souvent du mal à retrouver leur célébrité perdue.